# Clermont Foot
Clermont Foot Auvergne 63 (kortweg Clermont Foot) is een Franse voetbalclub uit Clermont-Ferrand, de hoofdstad van het departement Puy-de-Dôme in de regio Auvergne.
De club werd in 1911 gesticht als AS Clermont-Ferrand, deze naam werd tot 1984 behouden, dan fuseerde de club met Stade Clermontois en werd zo Clermont FC. In 1989 ging de club failliet en werd in 1990 onder de huidige naam heropgericht.
Er werden slechts twee seizoenen in de hoogste voetbalklasse doorgebracht (1942/43 en 1944/45), dit was tijdens de oorlog en deze seizoenen zijn niet officieel.
Het seizoen 2001/02 werden ze kampioen in de Championnat National (de 3e divisie in het profvoetbal) en promoveerde de club naar de Ligue 2 en speelde daar tot het seizoen 2005/06. Het seizoen 2006/07 werden ze meteen weer kampioen in de Championnat National en promoveerden weer naar de Ligue 2, waar de club een vaste waarde werd tot in 2021 toen ze vicekampioen werden achter Troyes AC en zo voor het eerst naar de Ligue 1 promoveerde.

## Erelijst
- Kampioen divisie 3

2002, 2007
- Kampioen CFA

1999

## Eindklasseringen
- 1971 1e
Niveau 4
- 1972 8e
Division 3
- 1973 14e
Division 3
- 1974 12e
Division 3
- 1975 13e
Division 3
- 1976 9e
Division 3
- 1977 12e
Division 3
- 1978 12e
Division 3
- 1979 15e
Division 3
- 1980 1e
Division 4
- 1981 10e
Division 3
- 1982 16e
Division 3
- 1983 3e
Division 4
- 1984 14e
Division 3
- 1985 8e
Division 3
- 1986 3e
Division 3
- 1987 4e
Division 3
- 1988 3e
Division 3
- 1989 17e
Division 2
- 1990 7e
Division 3
- 1991 2e
Niveau 5
- 1992 2e
Niveau 5
- 1993 1e
Niveau 5
- 1994 1e
National 3
- 1995 6e
National 2
- 1996 4e
National 2
- 1997 11e
National 2
- 1998 6e
National 2
- 1999 1e
CFA
- 2000 7e
National
- 2001 4e
National
- 2002 1e
National
- 2003 14e
Ligue 2
- 2004 14e
Ligue 2
- 2005 18e
Ligue 2
- 2006 18e
Ligue 2
- 2007 1e
National
- 2008 5e
Ligue 2
- 2009 12e
Ligue 2
- 2010 6e
Ligue 2
- 2011 7e
Ligue 2
- 2012 5e
Ligue 2
- 2013 14e
Ligue 2
- 2014 14e
Ligue 2
- 2015 12e
Ligue 2
- 2016 7e
Ligue 2
- 2017 12e
Ligue 2
- 2018 6e
Ligue 2
- 2019 10e
Ligue 2
- 2020 5e
Ligue 2
- 2021 2e
Ligue 2
- 2022 17e
Ligue 1
- 2023 8e
Ligue 1
- 2024 18e
Ligue 1
- 2025 16e
Ligue 2

- Niveau 1
- Niveau 2
- Niveau 3
- Niveau 4
- Niveau 5

| Seizoen   | №  | Clubs | Divisie | WG | W  | G  | V  | Saldo | Punten | Tsch  |
| --------- | -- | ----- | ------- | -- | -- | -- | -- | ----- | ------ | ----- |
| 2013–2014 | 14 | 20    | Ligue 2 | 38 | 10 | 15 | 13 | 31–38 | 45     | 3.828 |
| 2014–2015 | 12 | 20    | Ligue 2 | 38 | 12 | 13 | 13 | 43–47 | 49     | 3.099 |
| 2015–2016 | 7  | 20    | Ligue 2 | 38 | 16 | 10 | 12 | 56–53 | 58     | 3.865 |
| 2016–2017 | 12 | 20    | Ligue 2 | 38 | 11 | 13 | 14 | 46–48 | 46     | 3.280 |
| 2017–2018 | 6  | 20    | Ligue 2 | 38 | 17 | 12 | 9  | 54-36 | 63     | 3.369 |
| 2018–2019 | 10 | 20    | Ligue 2 | 38 | 11 | 15 | 12 | 44-37 | 48     | 2.817 |
| 2019–2020 | 5  | 20    | Ligue 2 | 28 | 14 | 8  | 6  | 35–25 | 50     | 3.372 |
| 2020–2021 | 2  | 20    | Ligue 2 | 38 | 21 | 9  | 8  | 61–25 | 72     |       |
| 2021–2022 | 17 | 20    | Ligue 1 | 38 | 9  | 9  | 20 | 38-69 | 36     | --    |
| 2022–2023 | 8  | 20    | Ligue 1 | 38 | 17 | 8  | 13 | 45–49 | 59     | --    |
| 2023–2024 | 18 | 18    | Ligue 1 | 34 | 5  | 10 | 19 | 26–60 | 25     | --    |
| 2024–2025 | 16 | 18    | Ligue 2 | 34 | 7  | 12 | 15 | 30–68 | 33     | --    |

## Bekende (ex-)spelers
- Romain Alessandrini
- Sylvain Armand
- Brandon Baiye
- Edouard Duplan
- Sloan Privat
- Andrzej Szarmach